# Arrumanos en Albania
Los arrumanos en Albania (en arrumano: Rrãmãnji/Armãnji tu Arbinishii; en albanés: Arumunët/Vllehët në Shqipëri) son una minoría étnica oficialmente reconocida en Albania.

## Historia
Los arrumanos fueron reconocidos por primera vez en la Conferencia de Londres de 1912-1913 como un grupo minoritario dentro de Albania. Lucharon contra el Imperio Otomano junto a los serbios y los griegos durante las guerras de los Balcanes.
Durante el régimen comunista en Albania, los arrumanos no fueron reconocidos como un grupo minoritario separado. Tras la caída del comunismo en Albania, hubo un renacimiento de la identidad étnica arrumana en el país. La asimilación y la identificación han sido y siguen siendo una cuestión compleja en relación con los arrumanos de Albania y los Balcanes en general.

### Asentamientos históricos
Voskopojë

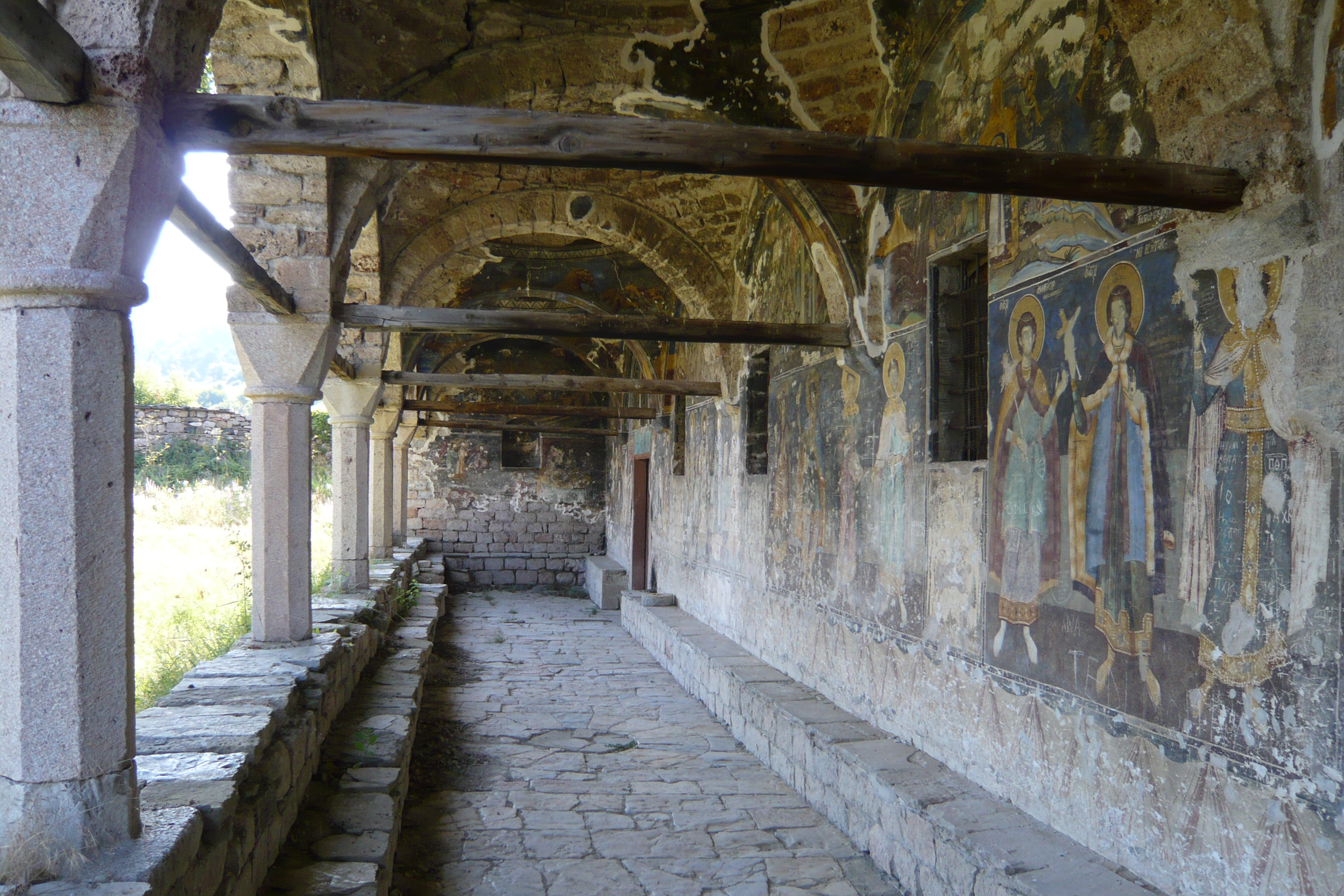
Exonártex decorado de la iglesia de San Atanasio en Voskopojë

La ciudad de Voskopojë fue una vez el hogar de la población arrumana más grande del mundo. Era el centro cultural y comercial de los arrumanos, con una población de más de 3.500 personas. La ciudad fue arrasada por Alí Pachá de Yánina en 1788, lo que provocó un éxodo de arrumanos a través de los Balcanes. Muchos de ellos terminaron en lo que se convertiría en Macedonia del Norte, Albania y Grecia. La mayor concentración de arrumanos se encontraba en la región de Pelister de Macedonia del Norte, la ciudad de Kruševo y alrededor del lago Prespa. Los moscopolitanos (en arrumano: Moscopoleanji), es una de las mayores poblaciones de arrumanos en la actualidad. Hablan el dialecto graboveano/moscopoleano del arrumano y son los descendientes de los graboveanos/moscopoleanos en Krusevo (en arrumano: Crushuva, en macedonio: Крушево) son hoy un grupo minoritario plenamente reconocido bajo la ley constitucional de Macedonia del Norte.
Grabova

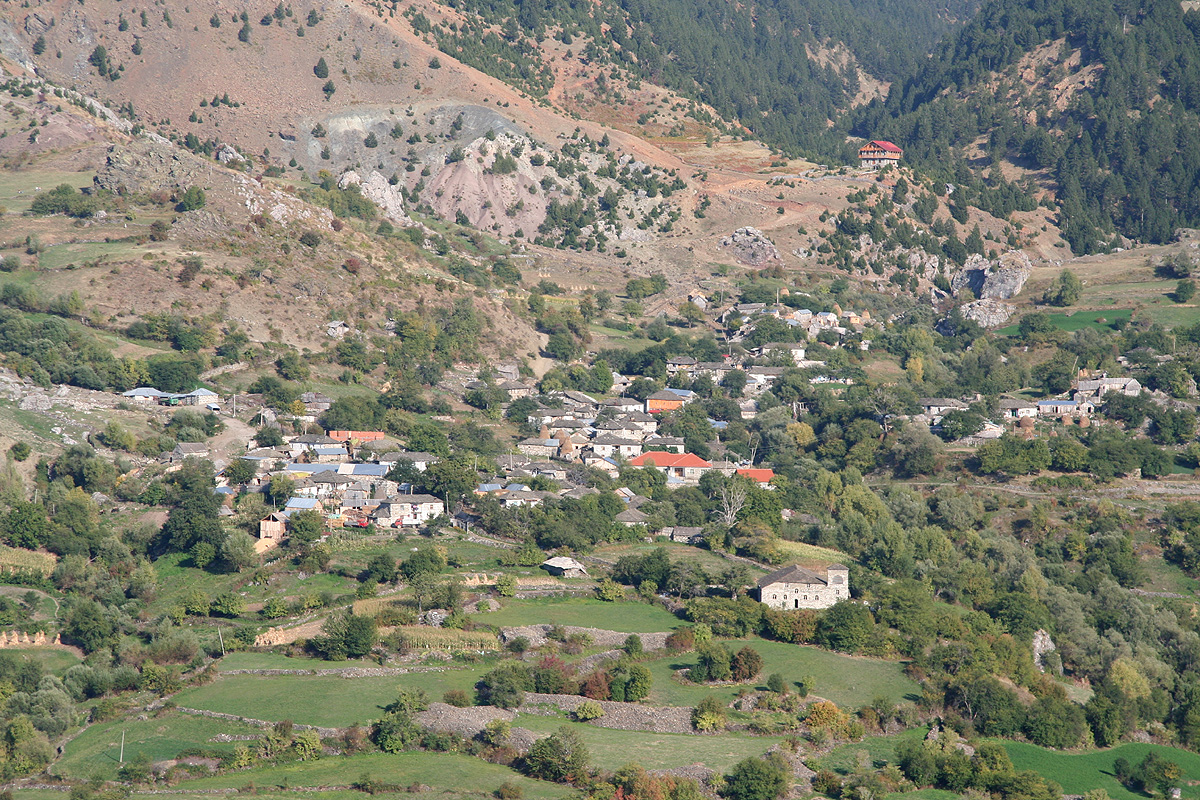
Vista de Grabova

Grabova fue una ciudad medieval creada en el siglo X. Los arrumanos han abandonado Grabova en varias ocasiones, aunque el pueblo nunca ha estado completamente desierto. La primera ola de despoblación tuvo lugar en el siglo XVII, cuando Grabova compartió el destino de Moscopole y durante el período de entreguerras, a partir de 1931, muchos de los grabovares emigraron a Elbasan y Lushnjë. En 1933, 15 familias del pueblo emigraron a Rumanía; inicialmente se establecieron en el sur de Dobruja y luego, en 1940, en el pueblo de Castelu, Distrito de Constanza, desde donde se trasladaron a las ciudades cercanas más grandes (Medgidia, Ovidiu, Constanza) Otra inmigración importante comenzó en 1950, cuando las autoridades comunistas utilizaron a los artesanos de Grabova para construir las unidades industriales en Korçë, Pogradec, Gramsh, Elbasan y Tirana. Los habitantes de Grabova hablan el dialecto graboveano/moscopoleano del arrumano.

## Etnónimos
Los arrumanos en Albania se llaman oficialmente Minoriteti Vllah/Arumun. La población local a menudo se refiere a ellos como Vllehë, Çobenjë (del turco çoban, "pastor"), Xacët o Xinxarët, Gogët y Llacifacët.

## Cultura

### Religión

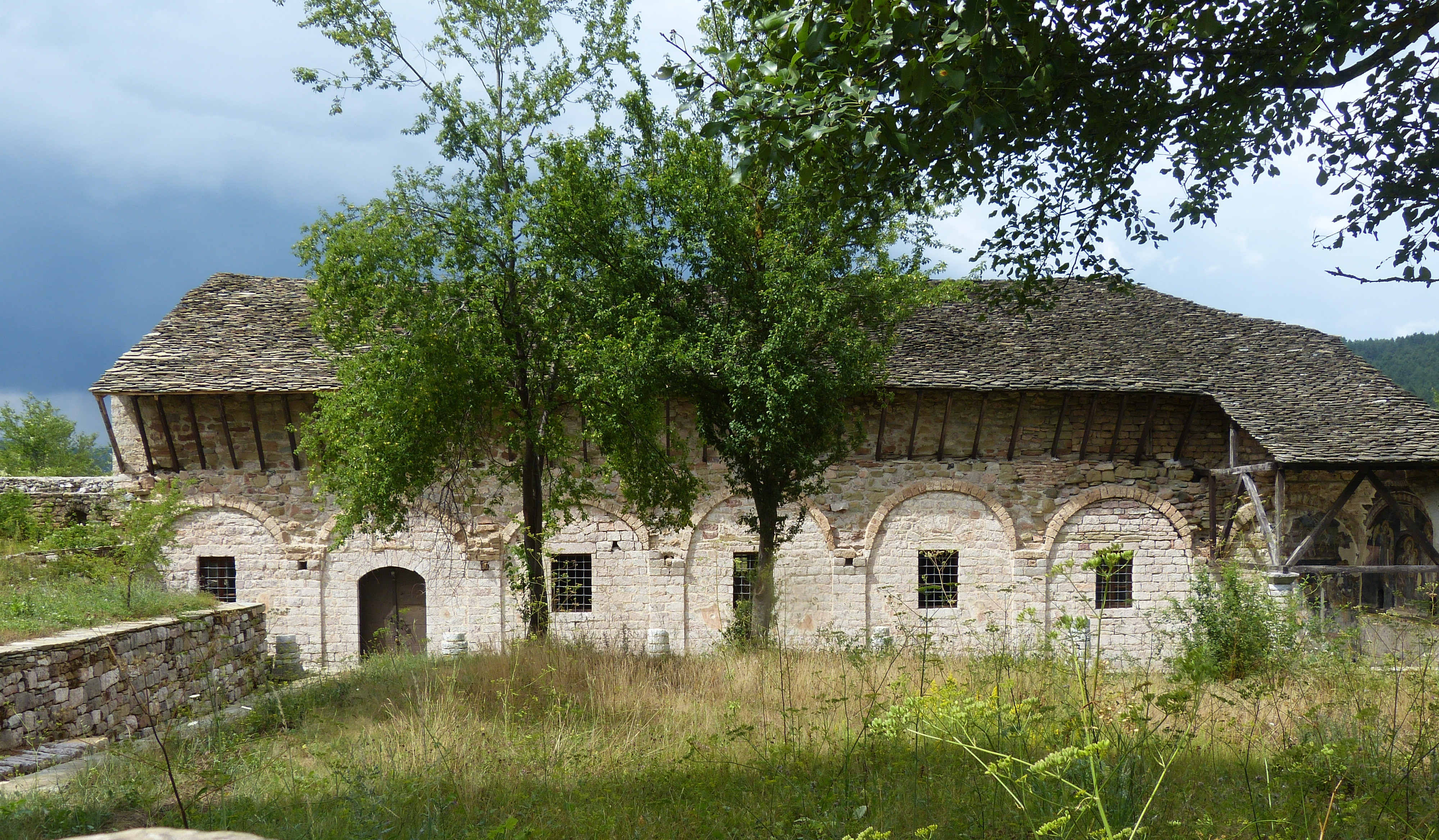
Iglesia de Santa María en Voskopojë

Los arrumanos en Albania son predominantemente cristianos ortodoxos orientales como el resto de los arrumanos. En Korçë (en arrumano: Curceaua, Curceauã, Curceau o Curciau), tienen una iglesia en lengua arrumana llamada San Sotir (Ayiu Sutir). Construida por primera vez en 1925, la iglesia fue demolida por las autoridades comunistas albanesas en 1959. Fue reconstruido de 1995 a 2005. La iglesia de San Sotir en Korçë es una de las pocas iglesias en Albania que sirve a la minoría arrumana del país.

### Medios de comunicación
Entre los medios de comunicación en lengua arrumana se encuentran los periódicos Popullorë y Ta Néa tis Omónias, ambos pro-griegos. También están los periódicos Frația Vëllazëria y Fratsilia que aparecen sólo de forma irregular, y también Fãrshãrotu y Arumunët/Vllehtë, así como RTSH 2 y RTSH Gjirokastra. RTSH 2 transmite de lunes a viernes noticias y programas en arrumano, mientras que RTSH Gjirokastra transmite solo los sábados. Al lado de los medios de comunicación televisivos también se encuentra la radio por Internet RTV Armakedon.

### Educación

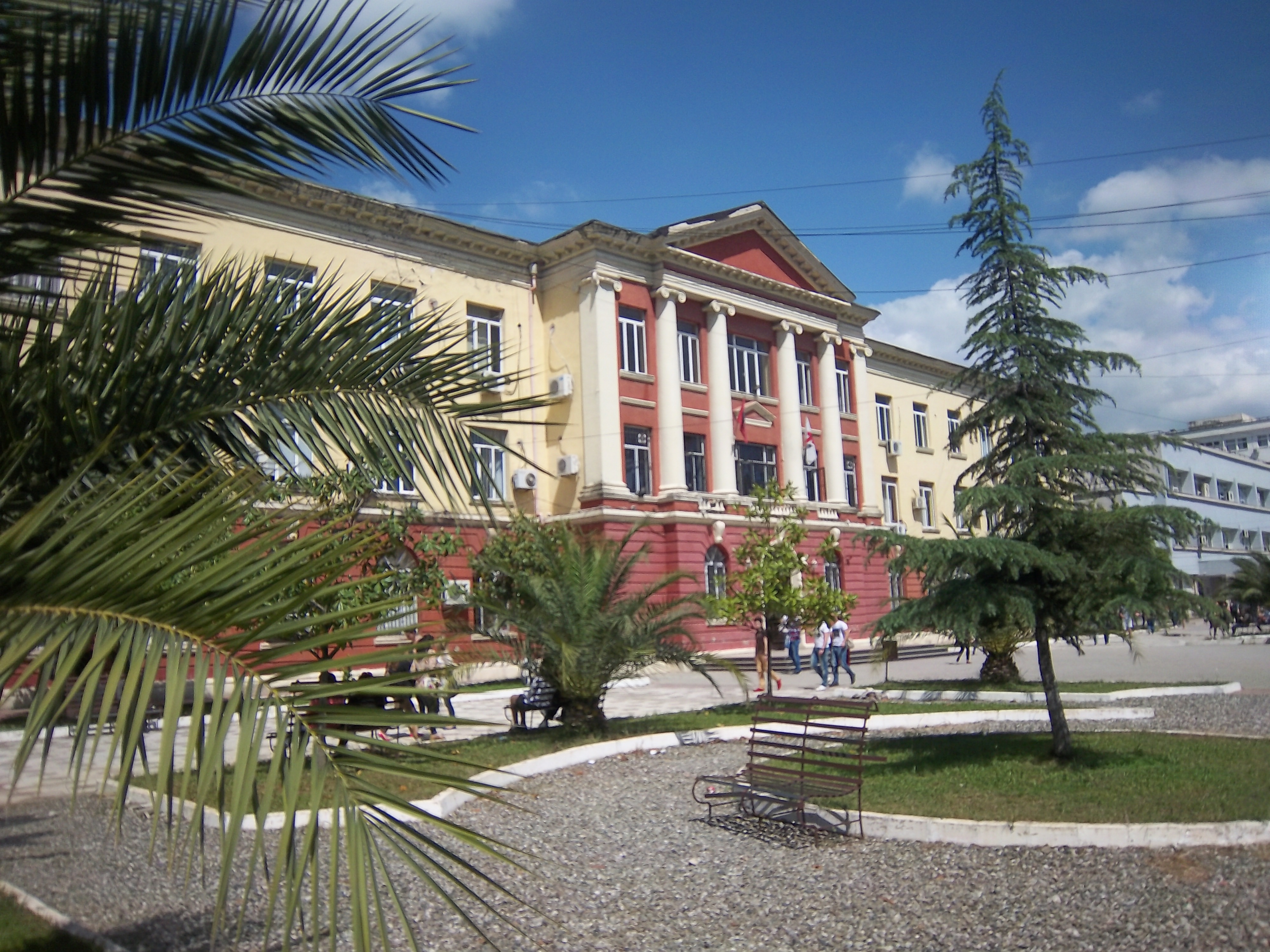
Facultad de Lenguas Extranjeras de la Universidad de Tirana

En la Universidad de Tirana, el idioma arrumano está cubierto por la Facultad de Lenguas Extranjeras.

## Demografía
En el censo de 2023, 2.459 personas se declararon como arrumanos en Albania. 8.266 personas se declararon arrumanos en el censo de 2011. En cuanto a la calidad de los datos concretos, el Comité Asesor del Convenio Marco para la protección de las Minorías Nacionales declaró que "los resultados del censo deben examinarse con la máxima cautela y pide a las autoridades que no se basen exclusivamente en los datos sobre la nacionalidad reunidos durante el censo para determinar su política de protección de las minorías nacionales". En el contexto del censo realizado en 2011 en Albania, los representantes de la comunidad arrumana en el país declararon que los resultados no reflejan el número real de la población arrumana de Albania.
Según Tom Winnifrith en 1995, había alrededor de 200.000 individuos que eran de ascendencia arrumana en Albania, independientemente de si dominaban el rumano, o hablaban arrumano sin necesariamente considerarse a sí mismos como tener una identidad separada. Según Frank Kressing y Karl Kaser en 2002, había entre 30.000 y 50.000 arrumanos en Albania. En 2004, Arno Tanner señaló a Albania como el único país donde los valacos representan un porcentaje relativamente significativo de la población, alrededor del 2%. 

## Lista de asentamientos
En Albania, las comunidades arrumanas habitan Moscopole, su asentamiento más famoso, el distrito de Kolonjë (donde se concentran), un barrio de Fier (Ferãcã arrumano), mientras que el arrumano se enseñaba, según lo registrado por Tom Winnifrith, en las escuelas primarias de Andon Poçi cerca de Gjirokastra, Sarandë (Scarã arrumano) cerca de Sarandë, y Borovë cerca de Korçë (Curceaua, Curceauã, Curceau o Curciau) (1987). Un equipo de investigación rumano concluyó en la década de 1960 que los arrumanos albaneses emigraron a Tirana, Stan Karbunarë, Skrapar, Pojan, Bilisht y Korçë, y que habitaron Karaja, Lushnjë, Moscopole, Drenovë y Boboshticë (Bubushtitsa arrumana).

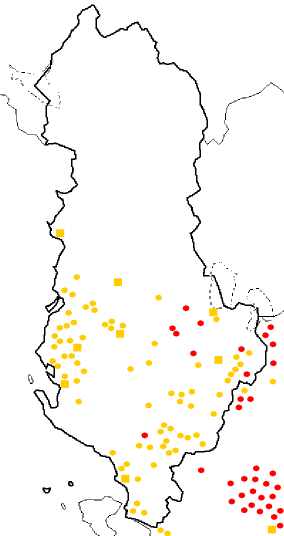
Los arrumanos son la población exclusiva del asentamiento
Los arrumanos constituyen una mayoría o una minoría sustancial en el asentamiento

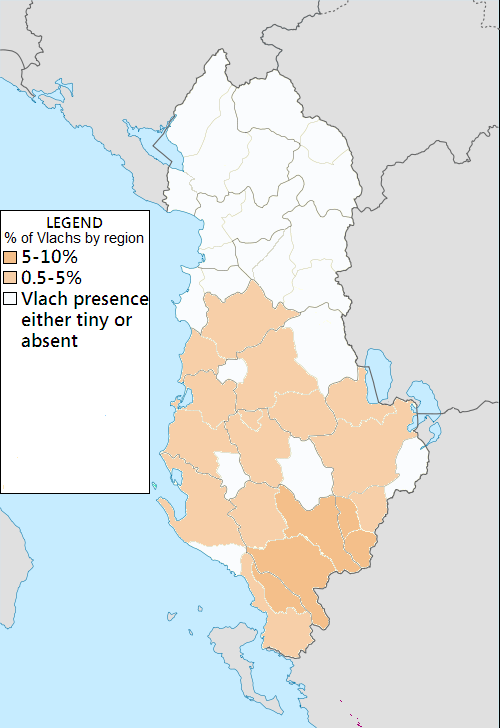
Porcentaje de arrumanos en los condados albaneses, c. 1900

### Albania Central
Myzeqe (en arrumano: Muzachia) es un área en el centro-suroeste de Albania que abarca partes del condado de Fier (en arrumano: Ferãcã). Tiene una gran población arrumana repartida en muchos pueblos. Los habitantes arrumanos de Myzeqe se conocen como Muzachiars o Muzachirenji en arrumano.
- Grabovë e Sipërme (en arrumano: Greãva, Grabuva)

### Condado de Berat
- Vanë

### Condado de Vlorë
- Selenicë (en arrumano: Selenitsa, Selenitsã/Selenitse)
- Xarrë (en arrumano: Dzara)
- Kardhikaq
- Zvërnec
- Skrofotinë
- Mekat
- Bestrovë
- Bunavi
- Lubonjë
- Beshisht

### Condado de Gjirokastër
- Gjirokastra
- Humelicë (en arrumano: Umelitsa, Umelitse)
- Labovë
- Qestorat (en arrumano: Chiãsturat, Chiãsturata)
- Stegopul (en arrumano: Stãgopul)
- Saraqinisht
- Selckë
- Zagoria (en arrumano: Zaguria, Zagurii)
- Frashër (en arrumano: Farshar)
- Përmet
- Çarshovë (en arrumano: Ciarshova)
- Leusë

### Condado de Korcë
Una gran parte de los arrumanos se encuentran en el sureste de Albania.
- Voskopojë (en arrumano: Moscopole) fue una vez un próspero centro arrumano y hoy es el pueblo de Voskopojë.
- Korçë (en arrumano: Curceaua, Curceauã, Curceau o Curciau)
- Vithkuq (en arrumano: Bitcuchi)
- Drenovë (en arrumano: Dãrnova)
- Boboshticë (en arrumano: Bubushtitsa)
- Dardhë
- Leskovik

## Condición de minoría
Los arrumanos fueron reconocidos por primera vez en la Conferencia de Londres de 1912-1913 como un grupo minoritario hasta la era comunista (1967). Desde 1967 hasta 1992, fueron conocidos como simples albaneses, y desde 1992 hasta 2017, fueron conocidos como una minoría cultural y lingüística. Desde 2017, los arrumanos son una minoría étnica reconocida oficialmente en Albania.
Las divisiones políticas existentes entre la población arrumana en Albania son las facciones pro-griegas y sólo arrumanas, que son los grupos más numerosos, así como la facción pro-rumana, siendo esta última menos numerosa. Todos ellos promueven su origen étnico arrumano, pero difieren en la forma en que definen su identidad nacional. Es decir, el grupo pro-griego estaría de acuerdo con la mayoría de los arrumanos en Grecia en que son nacionalmente griegos con rasgos lingüísticos y culturales arrumanos. Por otro lado, aquellos que apoyan una identidad arrumana completamente distinta afirman que son tanto nacional como étnicamente arrumanos y negarían tener conciencia nacional griega o rumana.

## Política
Los arrumanos tienen su propio partido político en Albania. Es conocido como el Partido de los Valacos de Albania (PVSH), fue fundado en 2011 y tiene como objetivo la unificación de todos los arrumanos albaneses. Solo hay otros dos partidos políticos arrumanos en el mundo, la Unión Democrática de los Valacos de Macedonia (DSVM) y el Partido de los Valacos de Macedonia (PVM), ambos en Macedonia del Norte.

## Personajes notables de Albania
Educación:
- Daniel Moscopolites (1754-1825), erudito de la actual Albania.
- Aurel Plasari (n. 1956), intelectual[13]
- Ilo Mitkë Qafëzezi, intelectual (1889-1964)
- Mitrush Kuteli (1907-1967), escritor, crítico literario y traductor.

Finanzas:
- Familia Mocioni, familia bancaria y filántropa

Arte:
- Albert Vërria (1936-2015), actor[14]
- Sandër Prosi (1924-1985), actor[15]
- Nikolla Zoraqi (1928-1991), compositor[15]
- Violeta Manushi (1926-2007), actriz
- Margarita Xhepa (1932-2025), actriz[15]
- Ndricim Xhepa (n. 1957), actor
- Eli Fara (n. 1968), cantante y compositor[16]
- Andrea Mano (1919-2000), escultor[17]
- David Selenica (siglo XVII – siglo XVIII), pintor[17]
- Janaq Paço (1914-1991), escultor[18]
- Jakov Xoxa (1923-1979), escritor y escritor[19]
- Parashqevi Simaku (n. 1966), músico[20]
- Prokop Mima (1920-1986), actor

Política:
- Apostol Arsache (1789-1869), político y filántropo.
- Dhimitër Tutulani (1857-1937), abogado y político.[21]
- Rita Marko (1920-2018), política comunista[22]
- Liri Gero (1926-1944), mártir y heroína de la Segunda Guerra Mundial[23]
- Teodor Heba (1914-2001), político comunista[24]
- Nako Spiru (1918-1947), político comunista[25]
- Llazar Fundo (1899-1944), comunista, antiguo miembro de la federación comunista balcánica, purgada en 1944.
- Athanas Shundi (1892-1940), político, farmacéutico y uno de los primeros partidarios de la Iglesia Ortodoxa Albanesa.

Religión:
- Haralambie Balamaci (1850-1914), sacerdote
- Damián de Albania (1886-1973), arzobispo de la Iglesia Ortodoxa Albanesa.
- Nektarios Terpos (finales del siglo XVII-XVIII), sacerdote y escritor.
- Teodoro Kavalliotis (1718-1789), sacerdote y maestro.
- Ioakeim Martianos (1875-1955), sacerdote y maestro.

Otro:
- Margarita Tutulani (1925-1943), antifascista
- Vasil Trasha (1926-1958), partisano y piloto.

## Galería
|  |
|  |

|  |
|  |

|  |
|  |

|  |
|  |

|  |
|  |

|  |
|  |

|  |
|  |

|  |
|  |

### Obras citadas
- Kahl, Thede (2002). «The ethnicity of Aromanians after 1990: the identity of a minority that behaves like a majority». Ethnologia Balkanica 6: 145-169.
- Tanner, Arno (2004). The Forgotten Minorities of Eastern Europe. Helsinki: East West Books. ISBN 978-952-91-6808-8.
- Winnifrith, Tom (1987). The Vlachs: The History of a Balkan People. New York: Duckworth. ISBN 978-0-7156-2135-6.
- Kodra, Klara; Meta, Beqir (2014). «Shënime rreth çështjes vllahe: Çështja vllahe dhe konferenca e Londrës». Studime Historike. 1-2.
- Djordjević, Ljubica; Zaimi, Zenajda (2019). «Commentary: The Law on Protection of National Minorities in the Republic of Albania». Journal on Ethnopolitics and Minority Issues in Europe 18 (1).